# Equipe Ligier
Equipe Ligier fue un equipo deportivo, conocido principalmente por su equipo de Fórmula 1 que operó desde 1976 a 1996. El equipo fue fundado en 1969 como fabricante de coches deportivos Ligier.
El acuerdo con Matra se acabó en 1979 y se creó un nuevo modelo, el Ligier JS11, con motor Cosworth. Empezaron la temporada ganando las dos primeras carreras con Jacques Laffite, sin embargo pronto encontraron seria competencia con Williams y Ferrari que habían mejorado mucho su aerodinámica con lo que el resto de la temporada fue menos exitosa.
El JS11 y sus sucesores hicieron de Ligier uno de los principales equipos a comienzos de los años 1980. Pero a pesar del importante patrocinio de Talbot y patrocinio de diversas compañías francesas públicas la competitividad del equipo empieza a declinar en el año 1982; pero el equipo sobrevivió hasta 1996.
A mediados de los 80 el equipo se benefició de un acuerdo con Renault, lo que les hizo un poco más competitivos aunque sin llegar a alcanzar las prestaciones de los favoritos a pesar de contar con presupuestos importantes por parte de Gitanes, Loto (Loteria Francesa) y Elf.

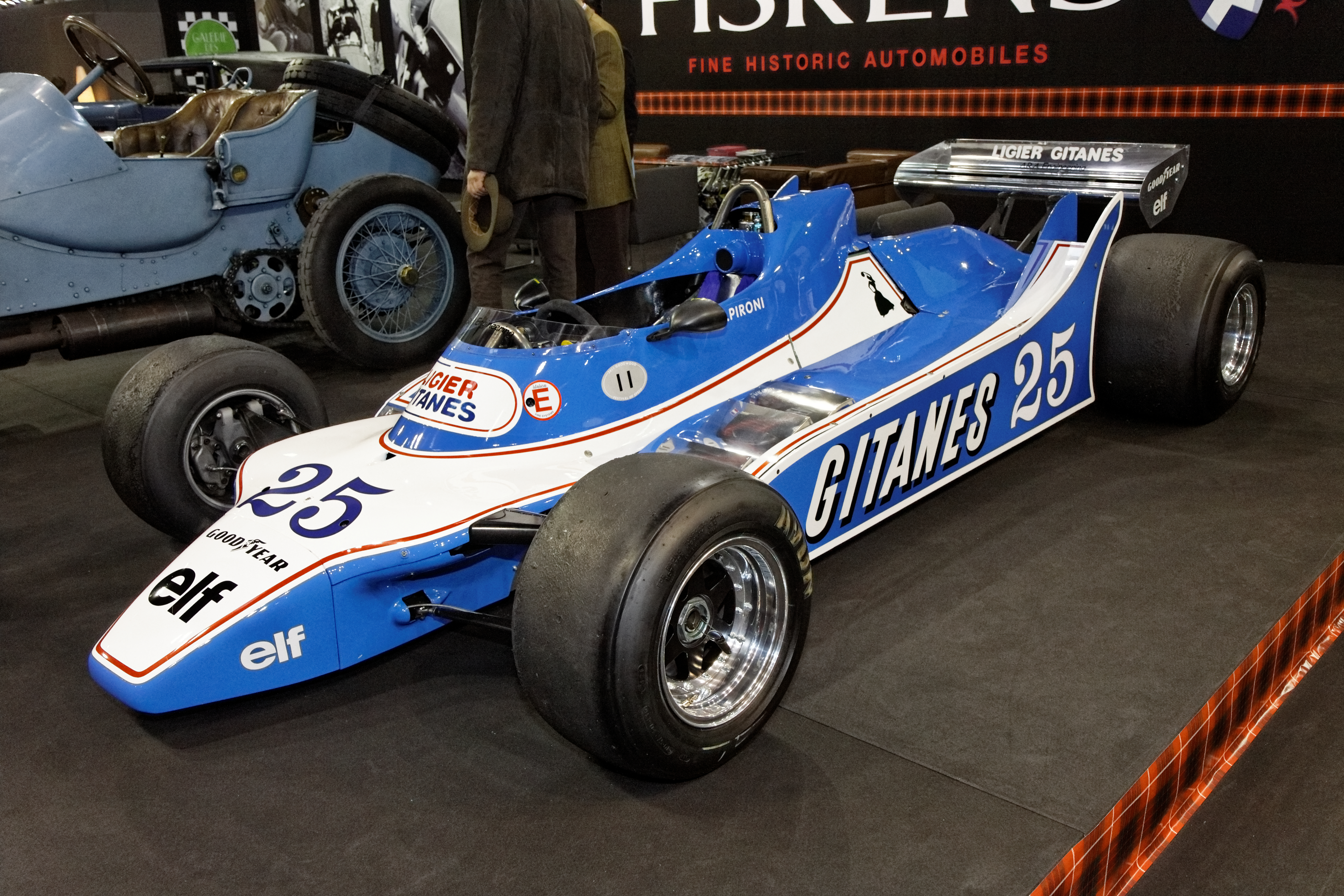
Ligier JS11/15 de 1980.

Cuando Renault decidió no participar en la Fórmula 1 para la temporada 1987, Ligier era una escudería sin ningún proveedor de motor competitivo. Tuvo una colaboración frustrada con Alfa Romeo seguida de un arreglo de motor con Megatron. Para 1988 contó con los motores Judd y en 1989 con motores Ford. En la temporada 1991 corrió con los prometedores motores Lamborghini, aunque finalmente no fueron competitivos. 1992 fue el año del retorno de la dupla Ligier-Renault. La automotriz francesa ya había decidido volver como proveedor de motores en 1989 para el equipo Williams. Si bien el motor era una "evolución menos" que el de Williams, resultaba finalmente competitivo. En 1992 el Williams-Renault de Nigel Mansell se consagrará campeón ese año, pero el chasis Ligier no era lo suficientemente bueno (ni dotado de la tecnología de avanzada del Williams) como para permitirle una victoria. Ligier conseguiría ese año el 7.º puesto de constructores con 6 puntos, lo cual de todas maneras representaba una recuperación con años anteriores donde no había sumado ningún punto. 1993 fue un mejor año, y Ligier-Renault consiguió el 5.º puesto en la copa de constructores con 23 puntos y 3 podios. En 1994 decayó un poco, pero consiguió el 7.º puesto de constructores con 13 puntos y 2 podios.
En los últimos años Ligier tenía poco apoyo público y carecía de reservas, pero debido a las mejoras aerodinámicas ideadas por Frank Dernie, la escudería aún consiguió algunos buenos resultados. La incorporación de los motores Mugen-Honda en 1995 significó una mejora en la competitividad, y ese año el equipo francés logró el 5.º puesto en el campeonato, con 24 puntos y 2 podios.

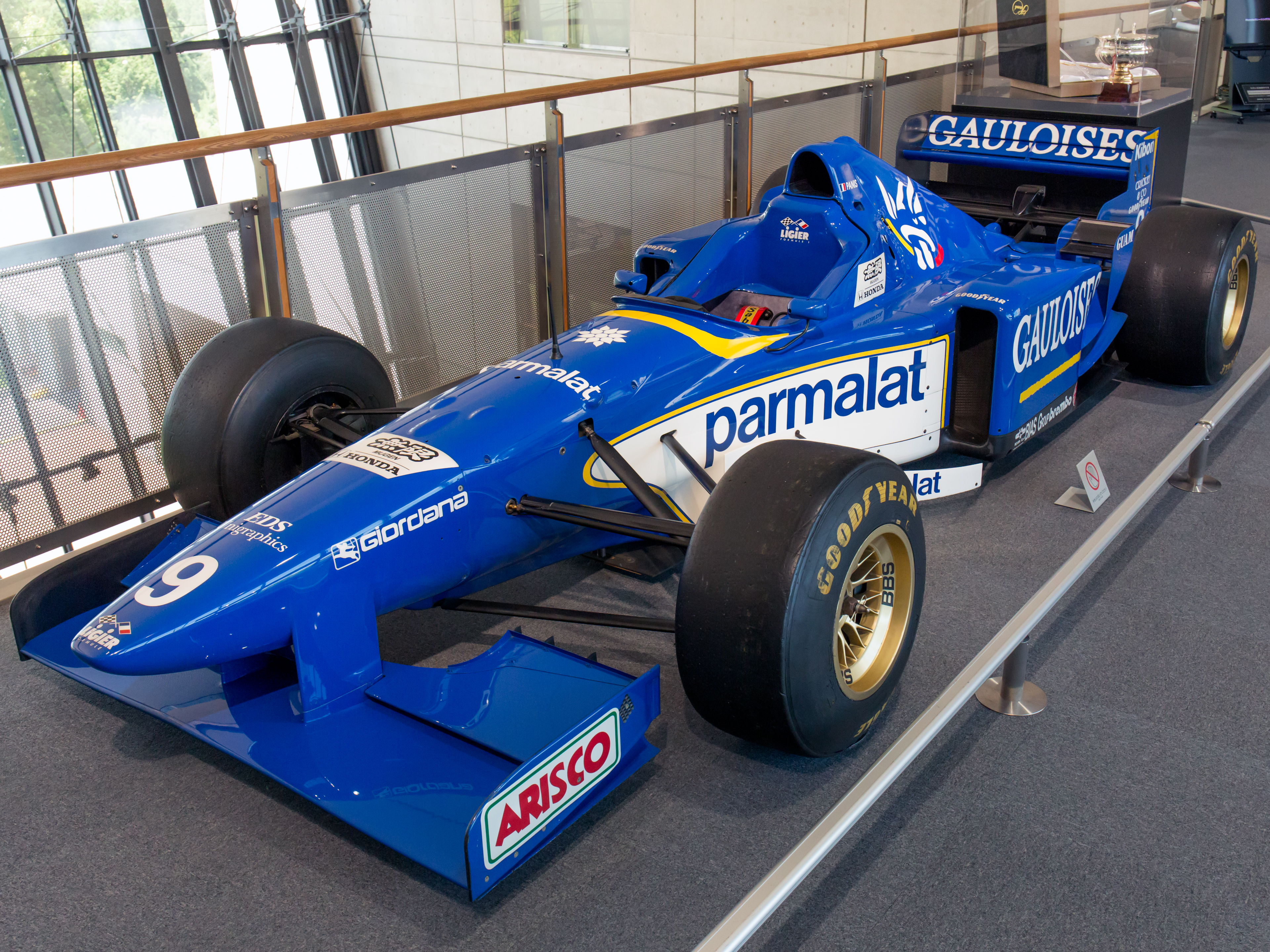
Ligier JS43 de 1996.

En 1996 el Ligier JS43-Mugen-Honda con Olivier Panis al volante consiguió la victoria en el Gran Premio de Mónaco en una carrera en que solo acabaron cuatro coches. Ese fue el último año de Ligier. Se despidió con un 6.º puesto en la tabla, 15 puntos y una victoria.
El propietario Guy Ligier vendió el equipo a Alain Prost, que formó su propio equipo Prost Grand Prix, pero a pesar del respaldo financiero de compañías francesas el equipo solo fue competitivo en 1997 cuando aún contaba con los motores Mugen-Honda y desapareció luego de 2001, cuando Alain Prost no pudo reunir patrocinadores que aportaran el presupuesto necesario para poder estar en la parrilla en 2002.

## Resultados

### Fórmula 1
(Clave) (negrita indica pole position) (cursiva indica vuelta rápida)

| Año  | Chasis          | Motor                                             | Neu. | N.º | Pilotos               | 1   | 2   | 3   | 4   | 5   | 6   | 7   | 8   | 9   | 10  | 11  | 12  | 13  | 14  | 15  | 16  | 17  | Puntos | Pos. |
| ---- | --------------- | ------------------------------------------------- | ---- | --- | --------------------- | --- | --- | --- | --- | --- | --- | --- | --- | --- | --- | --- | --- | --- | --- | --- | --- | --- | ------ | ---- |
| 1976 | JS5             | Matra MS73 3.0 V12                                | G    |     |                       | BRA | RSA | USW | ESP | BEL | MON | SWE | FRA | GBR | GER | AUT | NED | ITA | CAN | EUA | JPN |     | 20     | 5.º  |
| 1976 | JS5             | Matra MS73 3.0 V12                                | G    | 26  | Jacques Laffite       | Ret | Ret | 4   | 12  | 3   | 12  | 4   | 14  | DSQ | Ret | 2   | Ret | 3   | Ret | Ret | 7   |     | 20     | 5.º  |
| 1977 | JS7             | Matra MS76 3.0 V12                                | G    |     |                       | ARG | BRA | RSA | USW | ESP | MON | BEL | SWE | FRA | GBR | GER | AUT | NED | ITA | EUA | CAN | JPN | 18     | 8.º  |
| 1977 | JS7             | Matra MS76 3.0 V12                                | G    | 26  | Jacques Laffite       | NC  | Ret | Ret | 9   | 7   | 7   | Ret | 1   | 8   | 6   | Ret | Ret | 2   | 8   | 7   | Ret | 5   | 18     | 8.º  |
| 1977 | JS7             | Matra MS76 3.0 V12                                | G    | 27  | Jean-Pierre Jarier    |     |     |     |     |     |     |     |     |     |     |     |     |     |     |     |     | Ret | 18     | 8.º  |
| 1978 | JS7 JS7/9 JS9   | Matra MS76 3.0 V12 Matra MS78 3.0 V12             | G    |     |                       | ARG | BRA | RSA | USW | MON | BEL | ESP | SWE | FRA | GBR | GER | AUT | NED | ITA | EUA | CAN |     | 19     | 6.º  |
| 1978 | JS7 JS7/9 JS9   | Matra MS76 3.0 V12 Matra MS78 3.0 V12             | G    | 26  | Jacques Laffite       | 16  | 9   | 5   | 5   | Ret | 5   | 3   | 7   | 7   | 10  | 3   | 5   | 8   | 4   | 11  | Ret |     | 19     | 6.º  |
| 1979 | JS11            | Ford Cosworth DFV 3.0 V8                          | G    |     |                       | ARG | BRA | RSA | USW | ESP | BEL | MON | FRA | GBR | GER | AUT | NED | ITA | CAN | EUA |     |     | 61     | 3.º  |
| 1979 | JS11            | Ford Cosworth DFV 3.0 V8                          | G    | 25  | Patrick Depailler     | 4   | 2   | Ret | 5   | 1   | Ret | 5   |     |     |     |     |     |     |     |     |     |     | 61     | 3.º  |
| 1979 | JS11            | Ford Cosworth DFV 3.0 V8                          | G    | 25  | Jacky Ickx            |     |     |     |     |     |     |     | Ret | 6   | Ret | Ret | 5   | Ret | Ret | Ret |     |     | 61     | 3.º  |
| 1979 | JS11            | Ford Cosworth DFV 3.0 V8                          | G    | 26  | Jacques Laffite       | 1   | 1   | Ret | Ret | Ret | 2   | Ret | 8   | Ret | 3   | 3   | 3   | Ret | Ret | Ret |     |     | 61     | 3.º  |
| 1980 | JS11/15         | Ford Cosworth DFV 3.0 V8                          | G    |     |                       | ARG | BRA | RSA | USW | BEL | MON | FRA | GBR | GER | AUT | NED | ITA | CAN | EUA |     |     |     | 66     | 2.º  |
| 1980 | JS11/15         | Ford Cosworth DFV 3.0 V8                          | G    | 25  | Didier Pironi         | Ret | 4   | 3   | 6   | 1   | Ret | 2   | Ret | Ret | Ret | Ret | 6   | 3   | 3   |     |     |     | 66     | 2.º  |
| 1980 | JS11/15         | Ford Cosworth DFV 3.0 V8                          | G    | 26  | Jacques Laffite       | Ret | Ret | 2   | Ret | 11  | 2   | 3   | Ret | 1   | 4   | 3   | 9   | 8   | 5   |     |     |     | 66     | 2.º  |
| 1981 | JS17            | Matra MS81 3.0 V12                                | M    |     |                       | USW | BRA | ARG | SMR | BEL | MON | ESP | FRA | GBR | GER | AUT | NED | ITA | CAN | LVG |     |     | 44     | 4.º  |
| 1981 | JS17            | Matra MS81 3.0 V12                                | M    | 25  | Jean-Pierre Jarier    | Ret | 7   |     |     |     |     |     |     |     |     |     |     |     |     |     |     |     | 44     | 4.º  |
| 1981 | JS17            | Matra MS81 3.0 V12                                | M    | 25  | Jean-Pierre Jabouille |     |     | DNQ | NC  | Ret | DNQ | Ret |     |     |     |     |     |     |     |     |     |     | 44     | 4.º  |
| 1981 | JS17            | Matra MS81 3.0 V12                                | M    | 25  | Patrick Tambay        |     |     |     |     |     |     |     | Ret | Ret | Ret | Ret | Ret | Ret | Ret | Ret |     |     | 44     | 4.º  |
| 1981 | JS17            | Matra MS81 3.0 V12                                | M    | 26  | Jacques Laffite       | Ret | 6   | Ret | Ret | 2   | 3   | 2   | Ret | 3   | 3   | 1   | Ret | Ret | 1   | 6   |     |     | 44     | 4.º  |
| 1982 | JS17 JS17B JS19 | Matra MS81 3.0 V12                                | M    |     |                       | RSA | BRA | USW | SMR | BEL | MON | DET | CAN | NED | GBR | FRA | GER | AUT | SUI | ITA | LVG |     | 20     | 8.º  |
| 1982 | JS17 JS17B JS19 | Matra MS81 3.0 V12                                | M    | 25  | Eddie Cheever         | Ret | Ret | Ret | WD  | 3   | Ret | 2   | 10  | DNQ | Ret | 16  | Ret | Ret | Ret | 6   | 3   |     | 20     | 8.º  |
| 1982 | JS17 JS17B JS19 | Matra MS81 3.0 V12                                | M    | 26  | Jacques Laffite       | Ret | Ret | Ret | WD  | 9   | Ret | 6   | Ret | Ret | Ret | 14  | Ret | 3   | Ret | Ret | Ret |     | 20     | 8.º  |
| 1983 | JS21            | Ford Cosworth DFV 3.0 V8 Ford Cosworth DFY 3.0 V8 | M    |     |                       | BRA | USW | FRA | SMR | MON | BEL | DET | CAN | GBR | GER | AUT | NED | ITA | EUR | RSA |     |     | 0      | NC   |
| 1983 | JS21            | Ford Cosworth DFV 3.0 V8 Ford Cosworth DFY 3.0 V8 | M    | 25  | Jean-Pierre Jarier    | Ret | Ret | 9   | Ret | Ret | Ret | Ret | Ret | 10  | 8   | 7   | Ret | 9   | Ret | 10  |     |     | 0      | NC   |
| 1983 | JS21            | Ford Cosworth DFV 3.0 V8 Ford Cosworth DFY 3.0 V8 | M    | 26  | Raul Boesel           | Ret | 7   | Ret | 9   | Ret | 13  | 10  | Ret | Ret | Ret | DNQ | 10  | DNQ | 15  | NC  |     |     | 0      | NC   |
| 1984 | JS23            | Renault EF4 1.5 V6 Turbo                          | M    |     |                       | BRA | RSA | BEL | SMR | FRA | MON | CAN | DET | USW | GBR | GER | AUT | NED | ITA | EUR | POR |     | 3      | 10.º |
| 1984 | JS23            | Renault EF4 1.5 V6 Turbo                          | M    | 25  | François Hesnault     | Ret | 10  | Ret | Ret | DNS | Ret | Ret | Ret | Ret | Ret | 8   | 8   | 7   | Ret | 10  | Ret |     | 3      | 10.º |
| 1984 | JS23            | Renault EF4 1.5 V6 Turbo                          | M    | 26  | Andrea de Cesaris     | Ret | 5   | Ret | 6   | 10  | Ret | Ret | Ret | Ret | 10  | 7   | Ret | Ret | Ret | 7   | 12  |     | 3      | 10.º |
| 1985 | JS25            | Renault EF4B 1.5 V6 Turbo                         | P    |     |                       | BRA | POR | SMR | MON | CAN | DET | FRA | GBR | GER | AUT | NED | ITA | BEL | EUR | RSA | AUS |     | 23     | 6.º  |
| 1985 | JS25            | Renault EF4B 1.5 V6 Turbo                         | P    | 25  | Andrea de Cesaris     | Ret | Ret | Ret | 4   | 14  | 10  | Ret | Ret | Ret | Ret | Ret |     |     |     |     |     |     | 23     | 6.º  |
| 1985 | JS25            | Renault EF4B 1.5 V6 Turbo                         | P    | 25  | Philippe Streiff      |     |     |     |     |     |     |     |     |     |     |     | 10  | 9   | 8   | WD  | 3   |     | 23     | 6.º  |
| 1985 | JS25            | Renault EF4B 1.5 V6 Turbo                         | P    | 26  | Jacques Laffite       | 6   | Ret | Ret | 6   | 8   | 12  | Ret | 3   | 3   | Ret | Ret | Ret | 11  | Ret | WD  | 2   |     | 23     | 6.º  |
| 1986 | JS27            | Renault EF4B 1.5 V6 Turbo                         | P    |     |                       | BRA | ESP | SMR | MON | BEL | CAN | EUA | FRA | GBR | GER | HUN | AUT | ITA | POR | MEX | AUS |     | 29     | 5.º  |
| 1986 | JS27            | Renault EF4B 1.5 V6 Turbo                         | P    | 25  | René Arnoux           | 4   | Ret | Ret | 5   | Ret | 6   | Ret | 5   | 4   | 4   | Ret | 10  | Ret | 7   | 15  | 7   |     | 29     | 5.º  |
| 1986 | JS27            | Renault EF4B 1.5 V6 Turbo                         | P    | 26  | Jacques Laffite       | 3   | Ret | Ret | 6   | 5   | 7   | 2   | 6   | Ret |     |     |     |     |     |     |     |     | 29     | 5.º  |
| 1986 | JS27            | Renault EF4B 1.5 V6 Turbo                         | P    | 26  | Philippe Alliot       |     |     |     |     |     |     |     |     |     | Ret | 9   | Ret | Ret | Ret | 6   | 8   |     | 29     | 5.º  |
| 1987 | JS29B JS29C     | Megatron M12/13 1.5 L4 Turbo                      | G    |     |                       | BRA | SMR | BEL | MON | EUA | FRA | GBR | GER | HUN | AUT | ITA | POR | ESP | MEX | JPN | AUS |     | 1      | 11.º |
| 1987 | JS29B JS29C     | Megatron M12/13 1.5 L4 Turbo                      | G    | 25  | René Arnoux           |     | DNS | 6   | 11  | 10  | Ret | Ret | Ret | Ret | 10  | 10  | Ret | Ret | Ret | Ret | Ret |     | 1      | 11.º |
| 1987 | JS29B JS29C     | Megatron M12/13 1.5 L4 Turbo                      | G    | 26  | Piercarlo Ghinzani    |     | Ret | 7   | 12  | Ret | Ret | EX  | Ret | 12  | 8   | 8   | Ret | Ret | Ret | 13  | Ret |     | 1      | 11.º |
| 1988 | JS31            | Judd CV 3.5 V8                                    | G    |     |                       | BRA | SMR | MON | MEX | CAN | EUA | FRA | GBR | GER | HUN | BEL | ITA | POR | ESP | JPN | AUS |     | 0      | NC   |
| 1988 | JS31            | Judd CV 3.5 V8                                    | G    | 25  | René Arnoux           | Ret | DNQ | Ret | Ret | Ret | Ret | DNQ | 18  | 17  | Ret | Ret | 13  | 10  | Ret | 17  | Ret |     | 0      | NC   |
| 1988 | JS31            | Judd CV 3.5 V8                                    | G    | 26  | Stefan Johansson      | 9   | DNQ | Ret | 10  | Ret | Ret | DNQ | DNQ | DNQ | Ret | 11  | DNQ | Ret | Ret | DNQ | 9   |     | 0      | NC   |
| 1989 | JS33            | Ford Cosworth DFR 3.5 V8                          | G    |     |                       | BRA | SMR | MON | MEX | EUA | CAN | FRA | GBR | GER | HUN | BEL | ITA | POR | ESP | JPN | AUS |     | 3      | 13.º |
| 1989 | JS33            | Ford Cosworth DFR 3.5 V8                          | G    | 25  | René Arnoux           | DNQ | DNQ | 12  | 14  | DNQ | 5   | Ret | DNQ | 11  | DNQ | Ret | 9   | 13  | DNQ | DNQ | Ret |     | 3      | 13.º |
| 1989 | JS33            | Ford Cosworth DFR 3.5 V8                          | G    | 26  | Olivier Grouillard    | 9   | DSQ | Ret | 8   | DNQ | DNQ | 6   | 7   | Ret | DNQ | 13  | Ret | DNQ | Ret | Ret | Ret |     | 3      | 13.º |
| 1990 | JS33B           | Ford Cosworth DFR 3.5 V8                          | G    |     |                       | EUA | BRA | SMR | MON | CAN | MEX | FRA | GBR | GER | HUN | BEL | ITA | POR | ESP | JPN | AUS |     | 0      | NC   |
| 1990 | JS33B           | Ford Cosworth DFR 3.5 V8                          | G    | 25  | Nicola Larini         | Ret | 11  | 10  | Ret | Ret | 16  | 14  | 10  | 10  | 11  | 14  | 11  | 10  | 7   | 7   | 10  |     | 0      | NC   |
| 1990 | JS33B           | Ford Cosworth DFR 3.5 V8                          | G    | 26  | Philippe Alliot       | EX  | 12  | 9   | Ret | Ret | 18  | 9   | 13  | DSQ | 14  | DNQ | 13  | Ret | Ret | 10  | 11  |     | 0      | NC   |
| 1991 | JS35 JS35B      | Lamborghini 3512 3.5 V12                          | G    |     |                       | EUA | BRA | SMR | MON | CAN | MEX | FRA | GBR | GER | HUN | BEL | ITA | POR | ESP | JPN | AUS |     | 0      | NC   |
| 1991 | JS35 JS35B      | Lamborghini 3512 3.5 V12                          | G    | 25  | Thierry Boutsen       | Ret | Ret | 7   | 7   | Ret | 8   | 12  | Ret | 9   | 17  | 11  | Ret | 16  | Ret | 9   | Ret |     | 0      | NC   |
| 1991 | JS35 JS35B      | Lamborghini 3512 3.5 V12                          | G    | 26  | Érik Comas            | DNQ | Ret | 10  | 10  | 8   | DNQ | 11  | DNQ | Ret | 10  | Ret | 11  | 11  | Ret | Ret | 18  |     | 0      | NC   |
| 1992 | JS37            | Renault RS3B 3.5 V10 Renault RS3C 3.5 V10         | G    |     |                       | SDA | MEX | BRA | ESP | SMR | MON | CAN | FRA | GBR | GER | HUN | BEL | ITA | POR | JPN | AUS |     | 6      | 7.º  |
| 1992 | JS37            | Renault RS3B 3.5 V10 Renault RS3C 3.5 V10         | G    | 25  | Thierry Boutsen       | Ret | 10  | Ret | Ret | Ret | 12  | 10  | Ret | 10  | 7   | Ret | Ret | Ret | 8   | Ret | 5   |     | 6      | 7.º  |
| 1992 | JS37            | Renault RS3B 3.5 V10 Renault RS3C 3.5 V10         | G    | 26  | Érik Comas            | 7   | 9   | Ret | Ret | 9   | 10  | 6   | 5   | 8   | 6   | Ret |     | Ret | Ret | Ret | Ret |     | 6      | 7.º  |
| 1993 | JS39            | Renault RS5 3.5 V10                               | G    |     |                       | RSA | BRA | EUR | SMR | ESP | MON | CAN | FRA | GBR | GER | HUN | BEL | ITA | POR | JPN | AUS |     | 23     | 5.º  |
| 1993 | JS39            | Renault RS5 3.5 V10                               | G    | 25  | Martin Brundle        | Ret | Ret | Ret | 3   | Ret | 6   | 5   | 5   | 14  | 8   | 5   | 7   | Ret | 6   | 9   | 6   |     | 23     | 5.º  |
| 1993 | JS39            | Renault RS5 3.5 V10                               | G    | 26  | Mark Blundell         | 3   | 5   | Ret | Ret | 7   | Ret | Ret | Ret | 7   | 3   | 7   | 11  | Ret | Ret | 7   | 9   |     | 23     | 5.º  |
| 1994 | JS39B           | Renault RS6 3.5 V10                               | G    |     |                       | BRA | PFC | SMR | MON | ESP | CAN | FRA | GBR | GER | HUN | BEL | ITA | POR | EUR | JPN | AUS |     | 13     | 6.º  |
| 1994 | JS39B           | Renault RS6 3.5 V10                               | G    | 25  | Éric Bernard          | Ret | 10  | 12  | Ret | 8   | 13  | Ret | 13  | 3   | 10  | 10  | 7   | 10  |     |     |     |     | 13     | 6.º  |
| 1994 | JS39B           | Renault RS6 3.5 V10                               | G    | 25  | Johnny Herbert        |     |     |     |     |     |     |     |     |     |     |     |     |     | 8   |     |     |     | 13     | 6.º  |
| 1994 | JS39B           | Renault RS6 3.5 V10                               | G    | 25  | Franck Lagorce        |     |     |     |     |     |     |     |     |     |     |     |     |     |     | Ret | 11  |     | 13     | 6.º  |
| 1994 | JS39B           | Renault RS6 3.5 V10                               | G    | 26  | Olivier Panis         | 11  | 9   | 11  | 9   | 7   | 12  | Ret | 12  | 2   | 6   | 7   | 10  | DSQ | 9   | 11  | 5   |     | 13     | 6.º  |
| 1995 | JS41            | Mugen-Honda MF-301 3.0 V10                        | G    |     |                       | BRA | ARG | SMR | ESP | MON | CAN | FRA | GBR | GER | HUN | BEL | ITA | POR | EUR | PFC | JPN | AUS | 24     | 5.º  |
| 1995 | JS41            | Mugen-Honda MF-301 3.0 V10                        | G    | 25  | Aguri Suzuki          | 8   | Ret | 11  |     |     |     |     |     | 6   |     |     |     |     |     | Ret | DNS |     | 24     | 5.º  |
| 1995 | JS41            | Mugen-Honda MF-301 3.0 V10                        | G    | 25  | Martin Brundle        |     |     |     | 9   | Ret | 10  | 4   | Ret |     | Ret | 3   | Ret | 8   | 7   |     |     | Ret | 24     | 5.º  |
| 1995 | JS41            | Mugen-Honda MF-301 3.0 V10                        | G    | 26  | Olivier Panis         | Ret | 7   | 9   | 6   | Ret | 4   | 8   | 4   | Ret | 6   | 9   | Ret | Ret | Ret | 8   | 5   | 2   | 24     | 5.º  |
| 1996 | JS43            | Mugen-Honda MF-301 HA 3.0 V10                     | G    |     |                       | AUS | BRA | ARG | EUR | SMR | MON | ESP | CAN | FRA | GBR | GER | HUN | BEL | ITA | POR | JPN |     | 15     | 6.º  |
| 1996 | JS43            | Mugen-Honda MF-301 HA 3.0 V10                     | G    | 9   | Olivier Panis         | 7   | 6   | 8   | Ret | Ret | 1   | Ret | Ret | 7   | Ret | 7   | 5   | Ret | Ret | 10  | 7   |     | 15     | 6.º  |
| 1996 | JS43            | Mugen-Honda MF-301 HA 3.0 V10                     | G    | 10  | Pedro Diniz           | 10  | 8   | Ret | 10  | 7   | Ret | 6   | Ret | Ret | Ret | Ret | Ret | Ret | 6   | Ret | Ret |     | 15     | 6.º  |